# Hyundai i10
Hyundai i10 je miniautomobil vyráběný jihokorejskou automobilkou Hyundai od roku 2007, kdy nahradil Hyundai Atos, a pokračující dodnes. Od roku 2019 se vyrábí současná, třetí, generace. První generace byla prodávána pouze jako pětidvěřovový hatchback, z dalších generací už vznikla i verze sedan. Z vozu jsou dále odvozeny dva sedanové deriváty, Hyundai Xcent a Hyundai Aura, jenž míří především na indický trh.

## První generace
První generace modelu i10, jakožto nástupce Hyundaie Atos, byla představena 31. října 2007 v indickém Dillí. V Indii se vůz také vyráběl, v továrně Hyundai v Čennaí, a to pro domácí i exportní trh.  
Celková délka (3 565 mm) a rozvor (2 380 mm) jsou shodné s předchůdcem Atos s mírně větším vnitřním prostorem; vůz design byl navržen tak, aby proti Atosu vyhovoval i vyšším řidičům a zvětšil prostor pro kolena vzadu. Šířka byla zvětšena (a rozchod kol vpředu i vzadu) o 70 mm, což přineslo více místa pro ramena. Výška se snížila o 40 mm. Zavazadlový prostor o objemu 225 litrů je ovšem menší než u modelu Getz. 

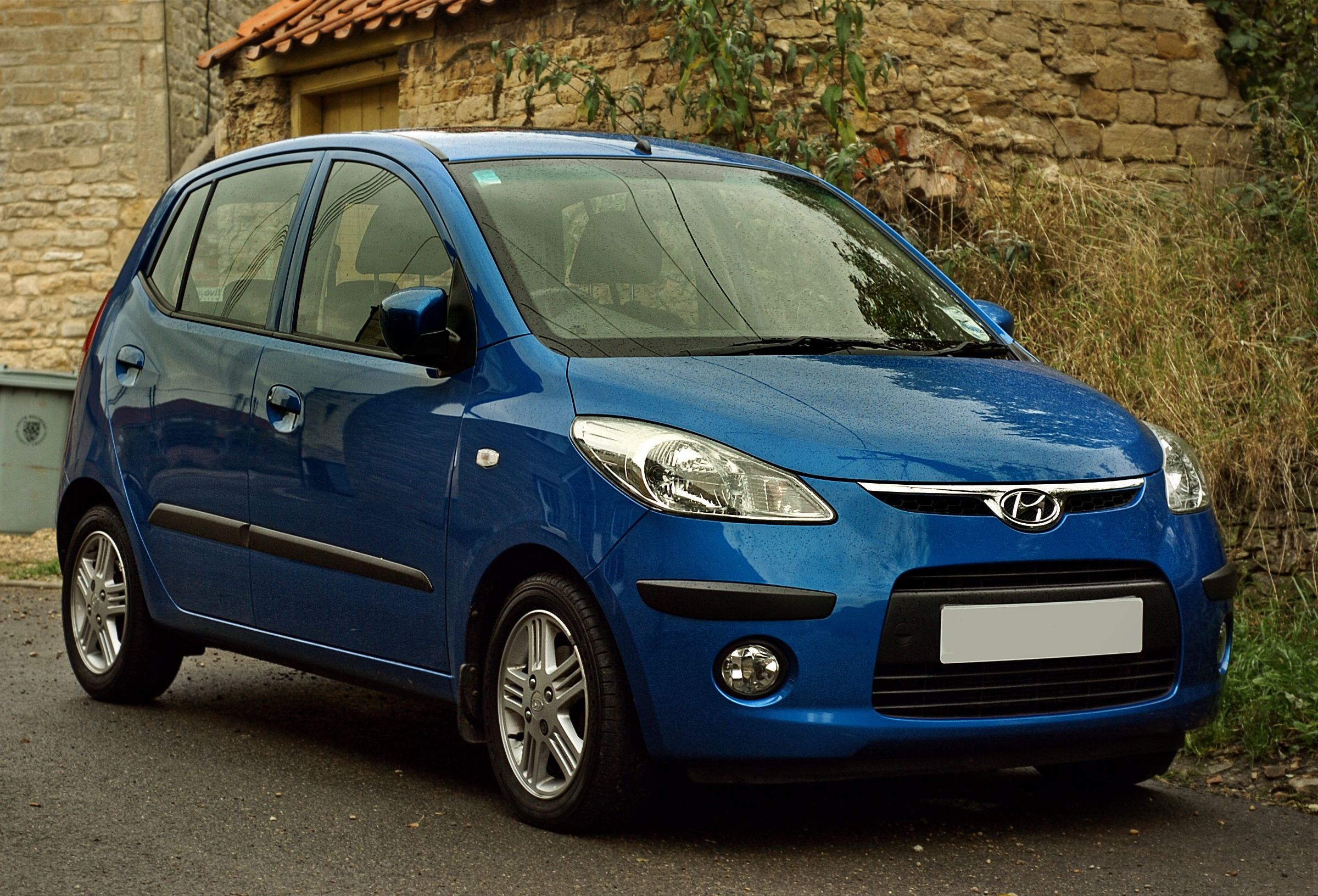
Hyundai i10 první generace (před faceliftem)

V Evropě měla první generace čtyři různé výbavy: Classic, Style, Comfort a Eco Blue. Všechny verze jsou vybaveny čtyřmi airbagy, ABS, předními elektrickými okny, klimatizací a rádiem s přehrávačem CD. Vyšší výbavy mají vyhřívaná přední sedadla, elektrické střešní okno, systém start-stop a na přání bylo k dispozici ESP.  
V roce 2008 vůz prošel bezpečnostním testem Euro NCAP kdy získal čtyři hvězdičky z pěti. V roce 2010, byly poslední kusy před faceliftem prodávány za 139 990 Kč, což z i10 dělalo nejlevnější nové auto v ČR.  

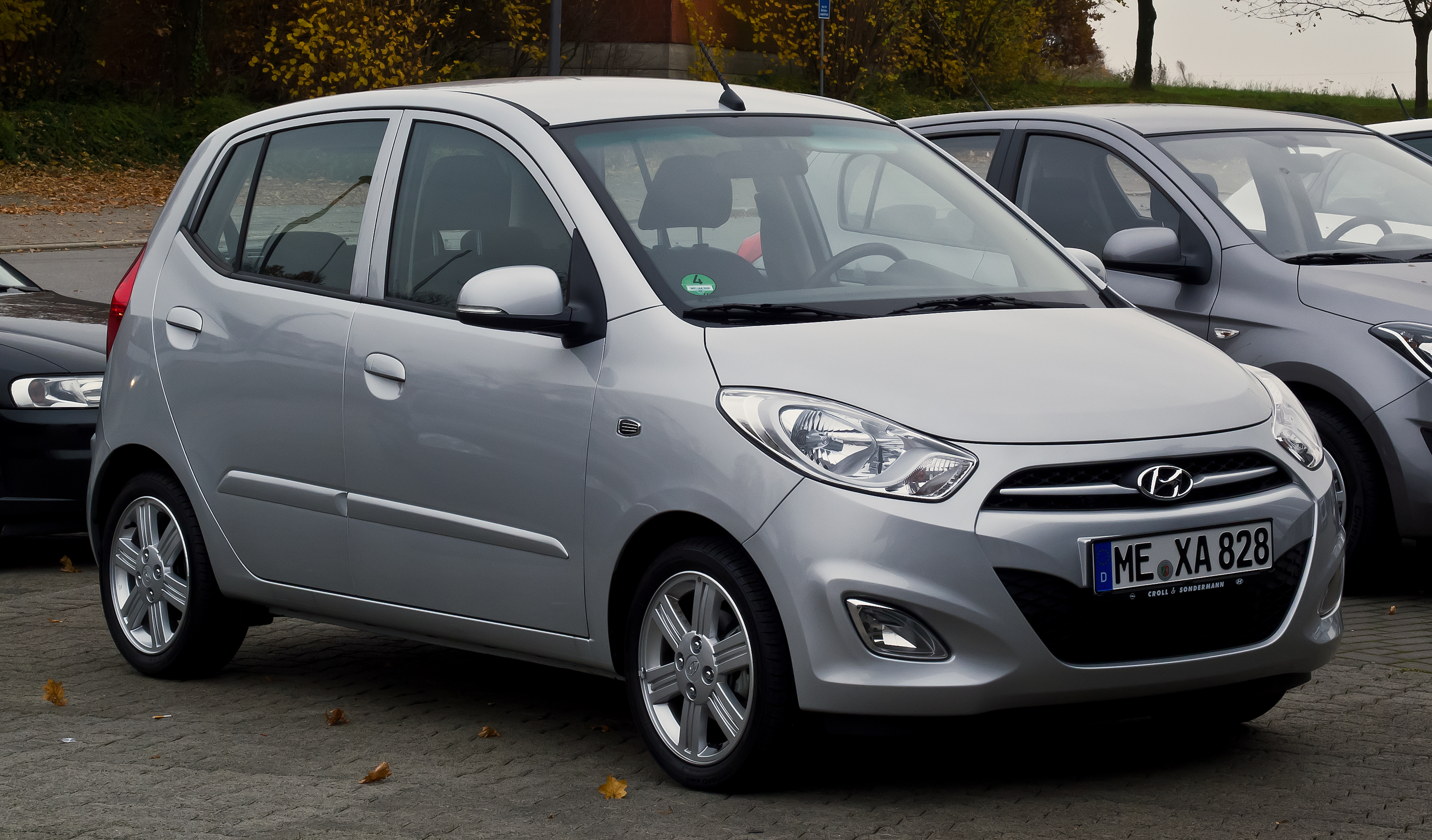
Hyundai i10 první generace (facelift)

### Motory
| Označení | Objem    | Výkon      | Toč. moment | Zrychlení   | Max. rychlost  | Převodovka      | Palivo |
| -------- | -------- | ---------- | ----------- | ----------- | -------------- | --------------- | ------ |
| 1.1i     | 1086 ccm | 49kW (67k) | 98 Nm       | 15,8 (18,5) | 151 (142) km/h | 5° man (4° aut) | Benzín |
| 1.1 CRDI | 1120 ccm | 55kW (75k) | 153 Nm      | 15,8        | 163 km/h       | 5° man          | Nafta  |
| 1.2i     | 1248 ccm | 57kW (78k) | 118 Nm      | 12,8 (14,4) | 164 (155) km/h | 5° man (4° aut) | Benzín |

### Facelift
Koncem roku 2010 přišel facelift i10. Facelift přinesl změny v přední časti auta a drobné změny v interiéru. Výroba této generace skončila v říjnu 2013 a byla nahrazena 2. generací.

## Druhá generace

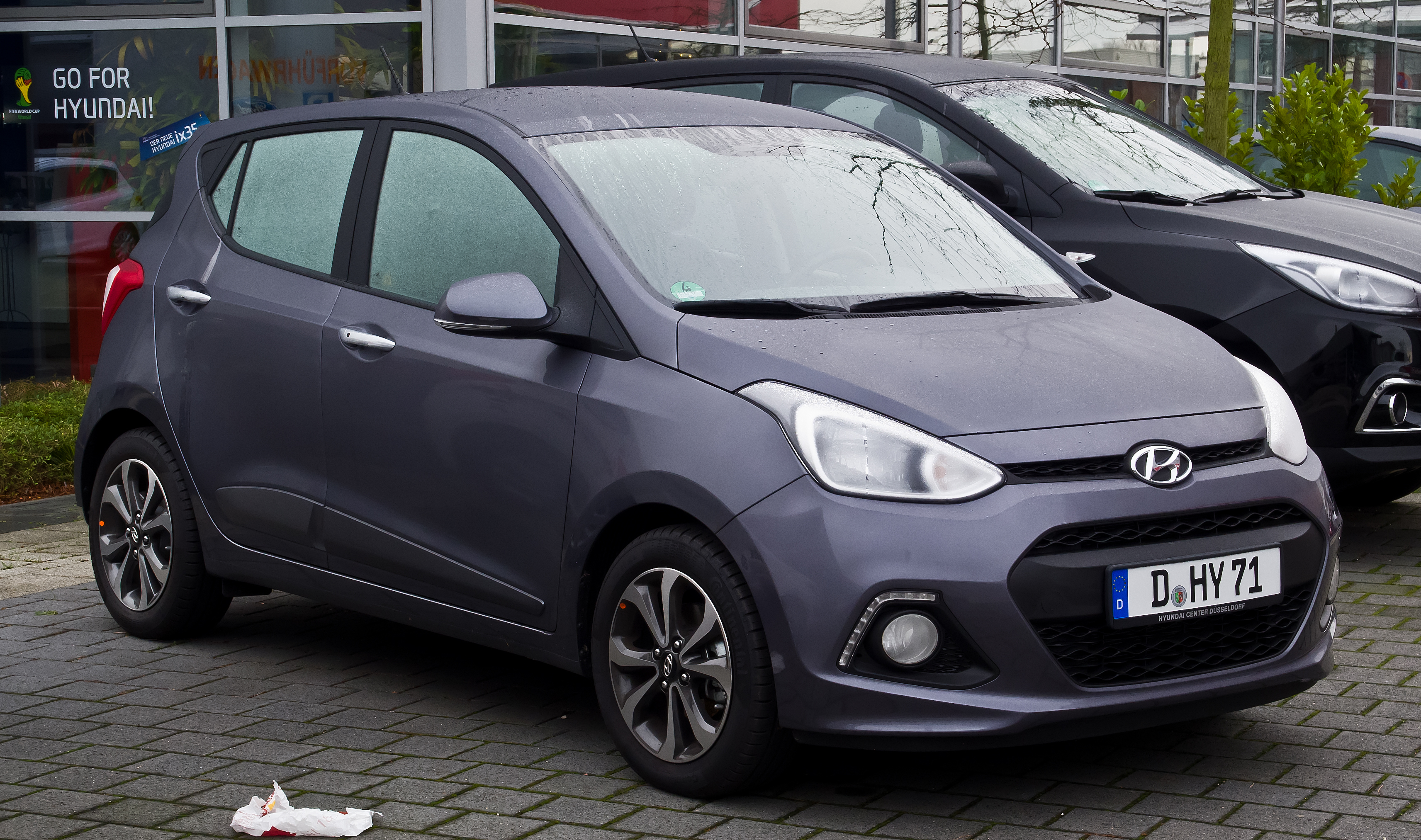
Hyundai i10 druhé generace (před faceliftem)

Vývoj druhé generace modelu i10 byl zahájen v Indii v roce 2012 s využitím vozu Kia Picanto jako testovací muly pro jednotlivé díly, přičemž uvedení na trh bylo původně plánováno na rok 2014.
Vůz byl odhalen v srpnu 2013. Navržený evropským designérským týmem Hyundai pod vedením Thomase Bürkleho, nový vůz byl o 80 mm delší, o 65 mm širší a o 50 mm nižší než předchozí model. Nové rozměry vedly ke zvětšení zavazadlového prostoru o 10 %, celkem na 252 litrů. Naživo se vůz představil na Frankfurtském autosalonu v září 2013 a výroba byla zahájena v továrně Hyundai Assan Otomotiv v tureckém Izmitu koncem téhož měsíce s roční kapacitou 200 000 kusů. V prodeji byla druhé generace i10 v Evropě od ledna 2014.

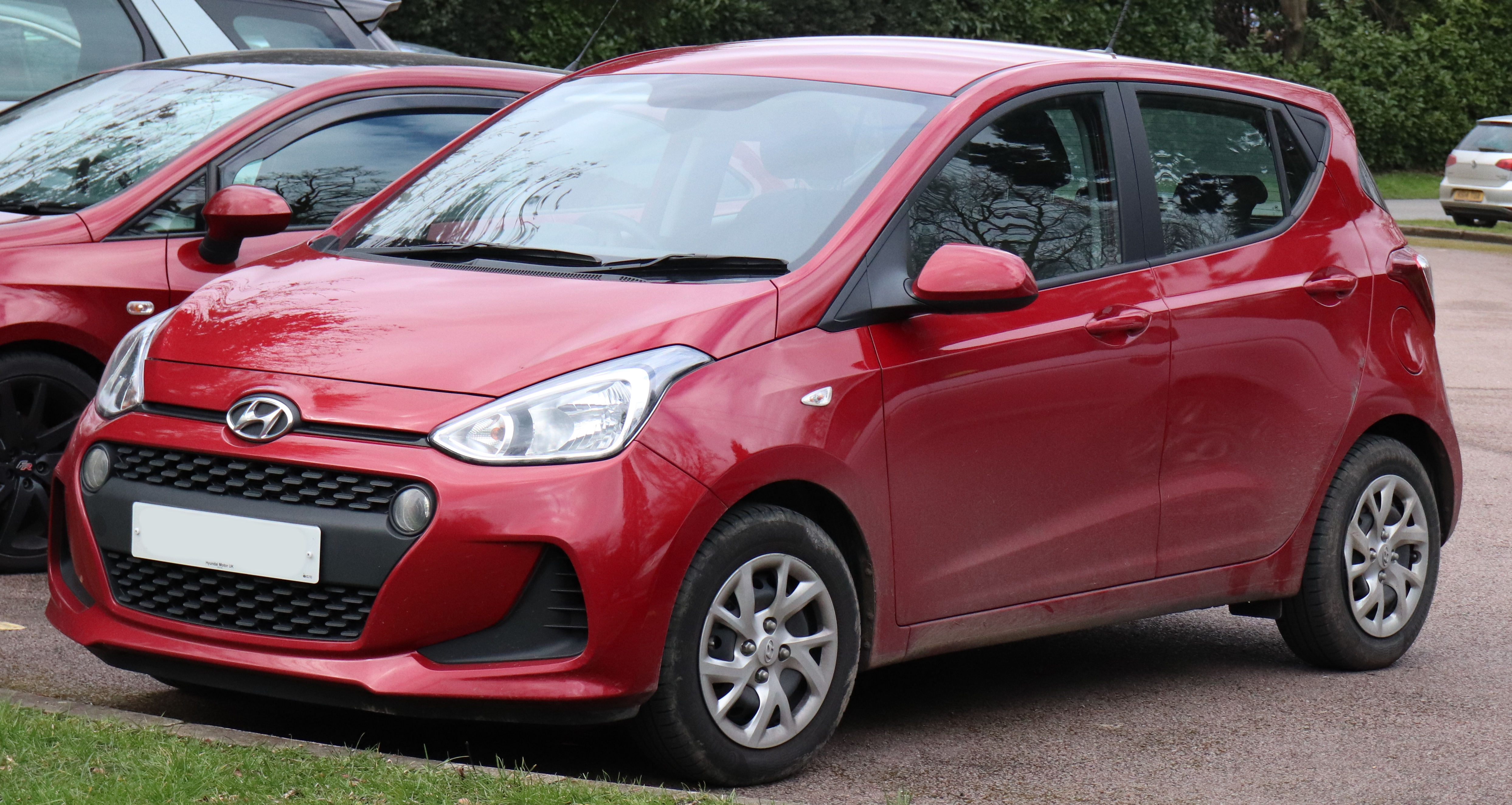
Hyundai i10 druhé generace (po faceliftu)

Oproti předchozí generaci zahrnuje výbava v závislosti na verzi automatickou klimatizaci, denní svícení, záclonové airbagy, systém kontroly tlaku v pneumatikách, asistent rozjezdu do kopce a na přání tempomat, zadní parkovací senzory, vyhřívaný volant a přední sedadla nebo 15palcová kola z lehkých slitin.
V roce 2014 prošla druhá generace i10 bezpečnostním testem Euro NCAP a získala čtyři hvězdičky z pěti.
V roce 2017 vůz prošel faceliftem.
Výroba této generace byla ukončena v roce 2020 a byla nahrazena třetí generací.

### Motory
| Označení | Objem    | Výkon      | Toč. moment | Zrychlení   | Max. rychlost  | Převodovka      | Palivo |
| -------- | -------- | ---------- | ----------- | ----------- | -------------- | --------------- | ------ |
| 1.0i     | 998 ccm  | 49kW (67k) | 95 Nm       | 14,9 (16,8) | 155 (145) km/h | 5° man (4° aut) | Benzín |
| 1.2i     | 1248 ccm | 64kW (87k) | 121 Nm      | 12,3 (13,8) | 175 (163) km/h | 5° man (4° aut) | Benzín |

## Třetí generace

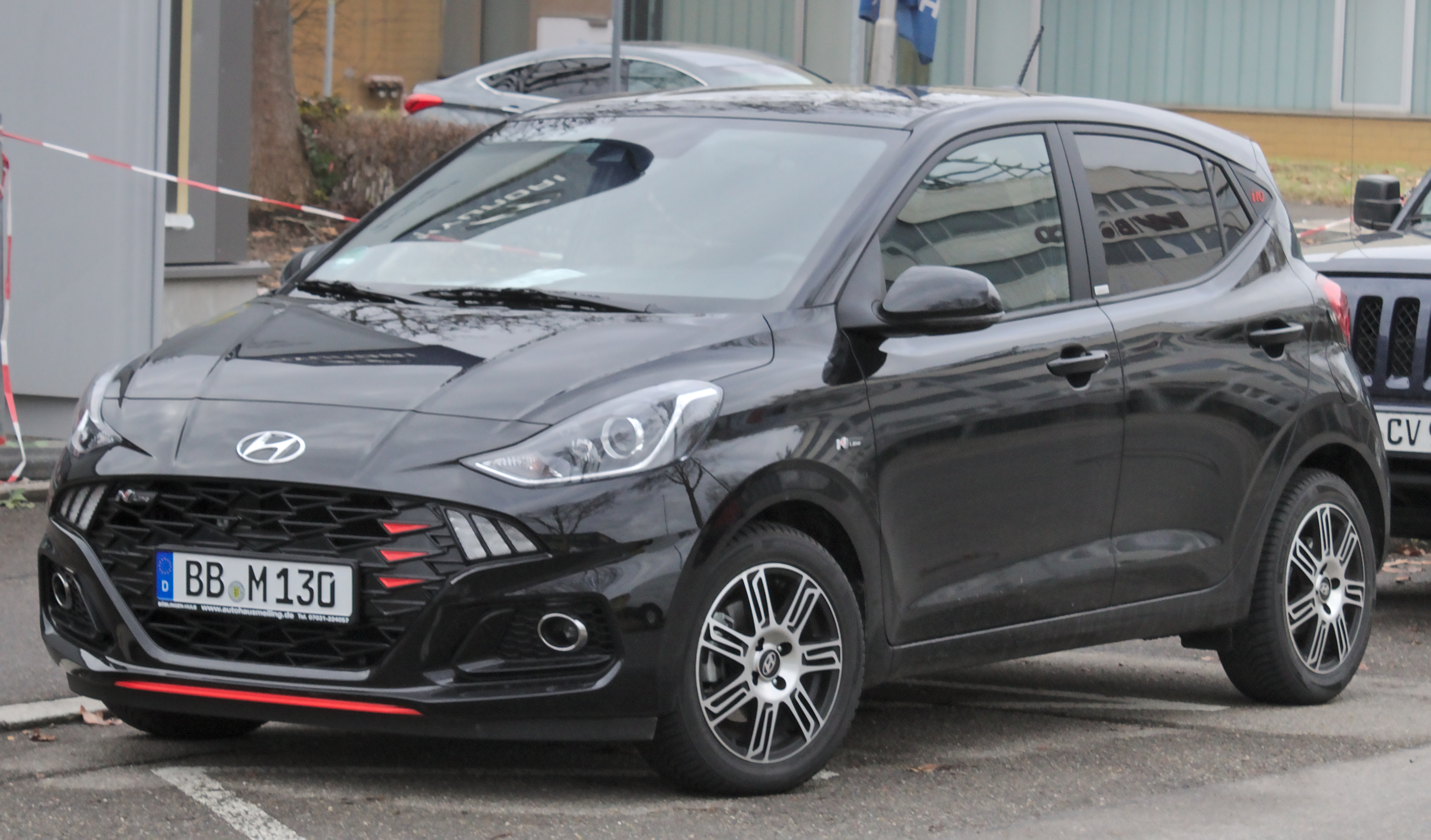
Hyundai i10 N-Line

Třetí generace modelu debutovala v Indii jako Grand i10 Nios 7. srpna 2019. Evropský model i10 (kódové označení: AC3) byl odhalen měsíc po indickém modelu, těsně před Frankfurtským autosalonem v září 2019. Třetí generace i10 byla kompletně navržena a vyvinuta v Evropě. Výška vozu byla snížena o 20 mm a šířka se zvětšila o 20 mm. Kromě zážehového motoru MPi o objemu 1,2 l může být vůz poháněn také zážehovým motorem T-GDi o objemu 1,0 litru. Oba motory jsou standardně vybaveny systémem ISG (Idle Stop and Go), který pomáhá zlepšit spotřebu paliva a snížit emise CO2. Ve třetí generaci se vůz dočkal také sportovního paketu i10 N Line se zmíněným motorem 1.0 T-GDI o výkonu 100 koní (74kW). Díky němu dokáže zrychlit z 0 na 100 za 10,5 vteřiny.
Výroba evropského modelu i10 v lednu 2020 v Turecku, ve stejné továrně, kde se vyráběla druhá generace. Na začátku roku 2023 prošel vůz faceliftem.

### Motory
| Označení  | Objem    | Výkon       | Toč. moment | Zrychlení   | Max. rychlost  | Převodovka      | Palivo |
| --------- | -------- | ----------- | ----------- | ----------- | -------------- | --------------- | ------ |
| 1.0 MPi   | 998 ccm  | 49kW (67k)  | 96 Nm       | 14,6 (17,3) | 156 (156) km/h | 5° man (5° aut) | Benzín |
| 1.2 MPi   | 1197 ccm | 62kW (84k)  | 118 Nm      | 12,6 (15,8) | 171 (171) km/h | 5° man (5° aut) | Benzín |
| 1.0 T-GDi | 998 ccm  | 74kW (100k) | 172 Nm      | 10,5        | 185 km/h       | 5° man          | Benzín |